# National Hockey Stadium (Lahaur)
National Hockey Stadium – stadion do hokeja na trawie w Lahaur w Pakistanie. Obiekt może pomieścić 45 000 widzów, co czyni go największym stadionem do hokeja na trawie na świecie.
Narodowy Stadion Hokeja na Trawie w Lahaur to obiekt przeznaczony typowo do rozgrywania spotkań hokeja na trawie. Boisko ze wszystkich stron otaczają wysokie trybuny (po stronie zachodniej część jest zadaszona), mogące pomieścić 45 000 widzów, co czyni go największym stadionem tej dyscypliny na świecie. Na obiekcie rozegrano m.in. spotkania Mistrzostw Świata w 1990 roku, odbywały się na nim również mecze niektórych edycji Champions Trophy.
Stadion znajduje się na terenie większego kompleksu sportowego, w jego bezpośrednim otoczeniu znajduje się kilka innych dużych aren sportowych m.in. stadion piłkarsko-lekkoatletyczny, stadion do krykieta, basen i tor kolarski.